# Liverpool County Football Combination
The Liverpool County Football Combination var en engelsk fotbollsliga baserad i Merseyside. Den grundades 1908 och spelade sin första säsong 1909-10. En andra division bildades snabbt och ligan hade två divisioner större delen av sin existens.
Ligans sista säsong var 2005-06 och den sista vinnaren blev Speke. I slutet av säsongen 2005-06 gick ligan ihop med the I Zingari League och bildade the Liverpool County Premier League. Den nya ligan tog the County Combination's plats i det engelska ligasystemet och som matarliga till North West Counties Football League.